# ACTIVE W
ACTIVE W ist das Akronym einer klinischen Studie (englisch Atrial Fibrillation Clopidogrel Trial With Irbesartan for Prevention of Vascular Events) über die Wirksamkeit verschiedener Arzneimittel zur Verhinderung von Schlaganfällen und anderen Embolien  bei Patienten mit Vorhofflimmern. Die Studie wurde wegen einer überlegenen Wirksamkeit von Cumarin-Präparaten im Vergleich zu einer Kombination aus Acetylsalicylsäure (ASS) und Clopidogrel vorzeitig beendet.

## Studienablauf
Bei insgesamt 6706 Patienten mit Vorhofflimmern und mindestens einem weiteren Risikofaktor für einen Schlaganfall (Alter mindestens 75 Jahre, Bluthochdruck, bereits erlittene Embolie oder Schlaganfall, TIA, arterielle Verschlusskrankheit, Ejektionsfraktion unter 45 % oder Alter 55–74 Jahre in Kombination mit Diabetes mellitus oder koronarer Herzkrankheit) wurden randomisiert entweder mit einem Cumarinpräparat (Ziel-INR 2,0 bis 3,0) oder einer Kombination aus 75 mg Clopidogrel und 75–100 mg ASS behandelt.

## Ergebnisse
Nach vorzeitigem Abbruch der Studie war der primäre Studienendpunkt (Schlaganfall, Embolie, Herzinfarkt oder Tod aus vaskulärer Ursache) unter Cumarinpräparaten 165 mal und unter ASS/Clopidogrel 234 mal eingetreten. Der Unterschied zwischen den errechneten jährlichen Ereignisraten von 3,93 und 5,60 % war statistisch hochsignifikant (p = 0,0003). Schwere Blutungen waren in den Behandlungsgruppen gleich häufig, leichte Blutungen traten signifikant häufiger unter Cumarinen auf (568 versus 481 Ereignisse, p = 0,0009).